# Clavesana
Clavesana (Cravsan-a in piemontese) è un comune italiano di 783 abitanti della provincia di Cuneo in Piemonte.

## Geografia fisica
Clavesana è un piccolo comune della provincia di Cuneo situato nella Langa sud-occidentale.
Il territorio comprende una pianura alluvionale, formatasi sulla riva sinistra del fiume Tanaro, in cui si trova il nucleo principale del paese:
la frazione Madonna della Neve con le borgate La Prà, Tetti e Gerino.

Alla destra del Tanaro si estende una fascia di colline della bassa Langa, in cui sorgono il centro storico del Capoluogo, le frazioni Lo Sbaranzo, Surie, Ghigliani e San Bartolomeo.

Proprio queste colline, nella parte bassa dei versanti più ripidi a causa dell'erosione del fiume, sono occupate da boschi spesso
interrotti da calanchi naturali, in cui è possibile notare la stratificazione litologica di marne ed arenarie tipica dell'intera zona.
Il territorio del comune risulta compreso tra i 258 e i 641 metri sul livello del mare. L'escursione altimetrica complessiva risulta essere pari a 383 metri.

## Storia

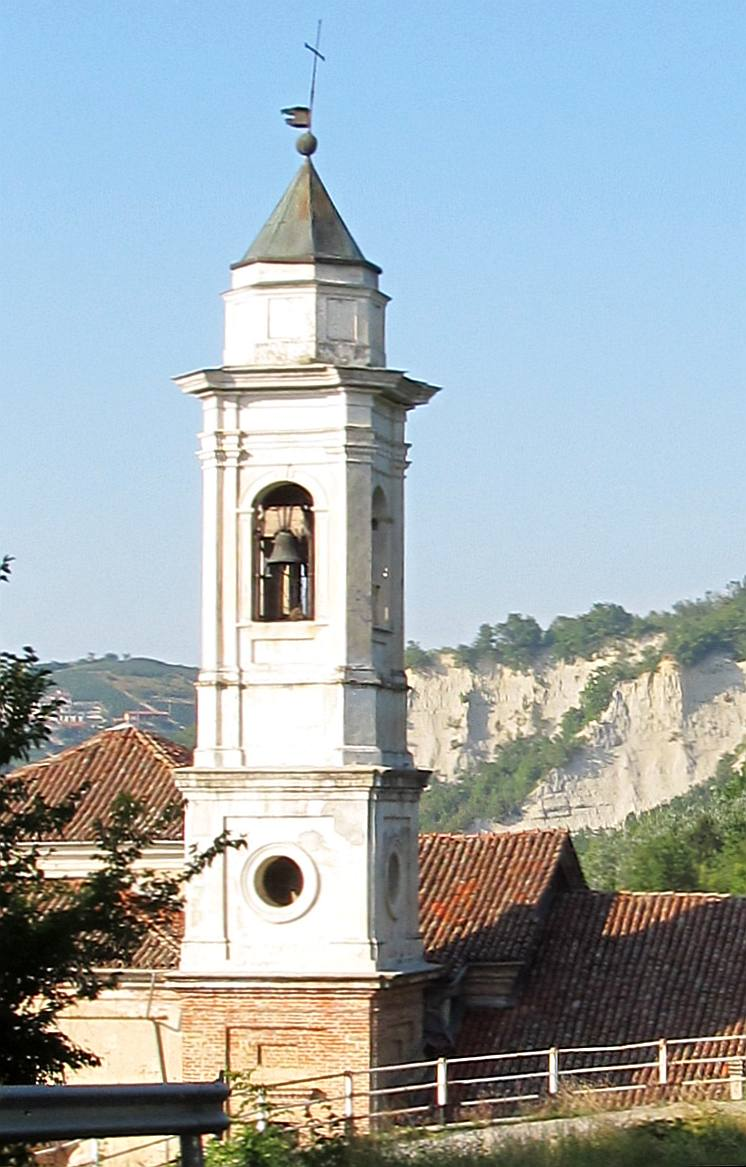
Il campanile del borgo storico

Sede di un antico marchesato aleramico, Clavesana rimase capoluogo del potere marchionale dal 1142 al 1387, anno della morte del marchese Manuele II.
Il piccolo potentato, che si estendeva (almeno fino alla metà del Duecento, quando Bonifacio Tagliaferro divise i suoi domini col fratello Ottone II) anche ad alcune aree della Liguria (Marchesato di Zuccarello, Andora, e altre), ebbe vita difficile, incuneato com'era tra le varie potenze della zona: alla fine, Genova inglobò i territori marchionali in Liguria, mentre Saluzzo annesse le aree presso Mondovì.
Nel novembre 1994 la parte bassa del paese fu devastata dallo straripamento del fiume Tanaro a seguito di piogge torrenziali.

### Simboli
Lo stemma e il gonfalone sono stati riconosciuti con decreto del capo del governo del 16 luglio 1936.
Nello stemma di azzurro sono rappresentate due chiavi d'oro, decussate, sormontate dalla lettera C maiuscola di nero. Il gonfalone è un drappo di azzurro.

## Monumenti e luoghi d'interesse

### Monumenti Civili
- Castello domina dall'alto degli spettacolari calanchi, la vallata del Tanaro. Fu costruito nel XIII secolo dalla famiglia Bruno di Tornaforte. Venne distrutto nel 1627 nella guerra tra i Savoia e la Repubblica di Genova. I marchesi Clavesana lo ricostruirono nel ’700. Attualmente è stato acquistato da imprenditori stranieri nel 2016.

- Museo Storico Etnografico sito in un palazzo signorile del XVIII secolo, ex sede municipale.

- Panchina gigante rossa di Chris Bangle, prima panchina gigante realizzata in Italia nel 2010.

## Società

### Evoluzione demografica
Negli ultimi sessanta anni, a partire dal 1961, la popolazione residente è dimezzata.
Abitanti censiti

### Etnie e minoranze straniere
Secondo i dati Istat al 31 dicembre 2017, i cittadini stranieri residenti a Clavesana sono 89, così suddivisi per nazionalità, elencando per le presenze più significative:
1. Marocco, 36

## Cultura

### Musei
- Museo storico-etnografico e di tradizione

### Eventi
- Sapori di Langa - 3ª domenica di maggio
- Festa di Madonna della neve -  1ª domenica di agosto - Festa patronale della frazione più popolosa, polenta e salsiccia.

## Economia
Il paese ha una economia prevalentemente agricola, la produzione è rappresentata dall'uva con la coltivazione del vitigno autoctono
dolcetto da cui si produce il vino Dogliani DOCG ed in misura minore dalle nocciole, dai cereali e dal foraggio.

## Infrastrutture e trasporti
Clavesana era servita da una stazione ferroviaria, situata nel vicino territorio comunale di Carrù, posta lungo la Ferrovia Bra-Ceva. La ferrovia è stata chiusa in seguito ai danni subiti dalla alluvione del 1994.

## Amministrazione
Di seguito è presentata una tabella relativa alle amministrazioni che si sono succedute in questo comune.
| Periodo        | Periodo        | Primo cittadino   | Partito                     | Carica  | Note  |
| -------------- | -------------- | ----------------- | --------------------------- | ------- | ----- |
| 27 giugno 1985 | 25 maggio 1990 | Renato Gallo      | lista civica                | Sindaco | [ 9 ] |
| 25 maggio 1990 | 29 aprile 1991 | Renato Gallo      | Partito Socialista Italiano | Sindaco | [ 9 ] |
| 29 aprile 1991 | 24 aprile 1995 | Michele Chiecchio | -                           | Sindaco | [ 9 ] |
| 24 aprile 1995 | 14 giugno 1999 | Michele Chiecchio | lista civica                | Sindaco | [ 9 ] |
| 14 giugno 1999 | 14 giugno 2004 | Michele Chiecchio | -                           | Sindaco | [ 9 ] |
| 14 giugno 2004 | 7 giugno 2009  | Bruno Terreno     | lista civica                | Sindaco | [ 9 ] |
| 8 giugno 2009  | 26 maggio 2014 | Luigi Gallo       | lista civica                | Sindaco | [ 9 ] |
| 26 maggio 2014 | 27 maggio 2019 | Luigi Gallo       | lista civica Per Clavesana  | Sindaco | [ 9 ] |
| 27 maggio 2019 | in carica      | Luigi Gallo       | lista civica Per Clavesana  | Sindaco | [ 9 ] |

### Gemellaggi
- Rogno[senza fonte]

## Galleria d'immagini

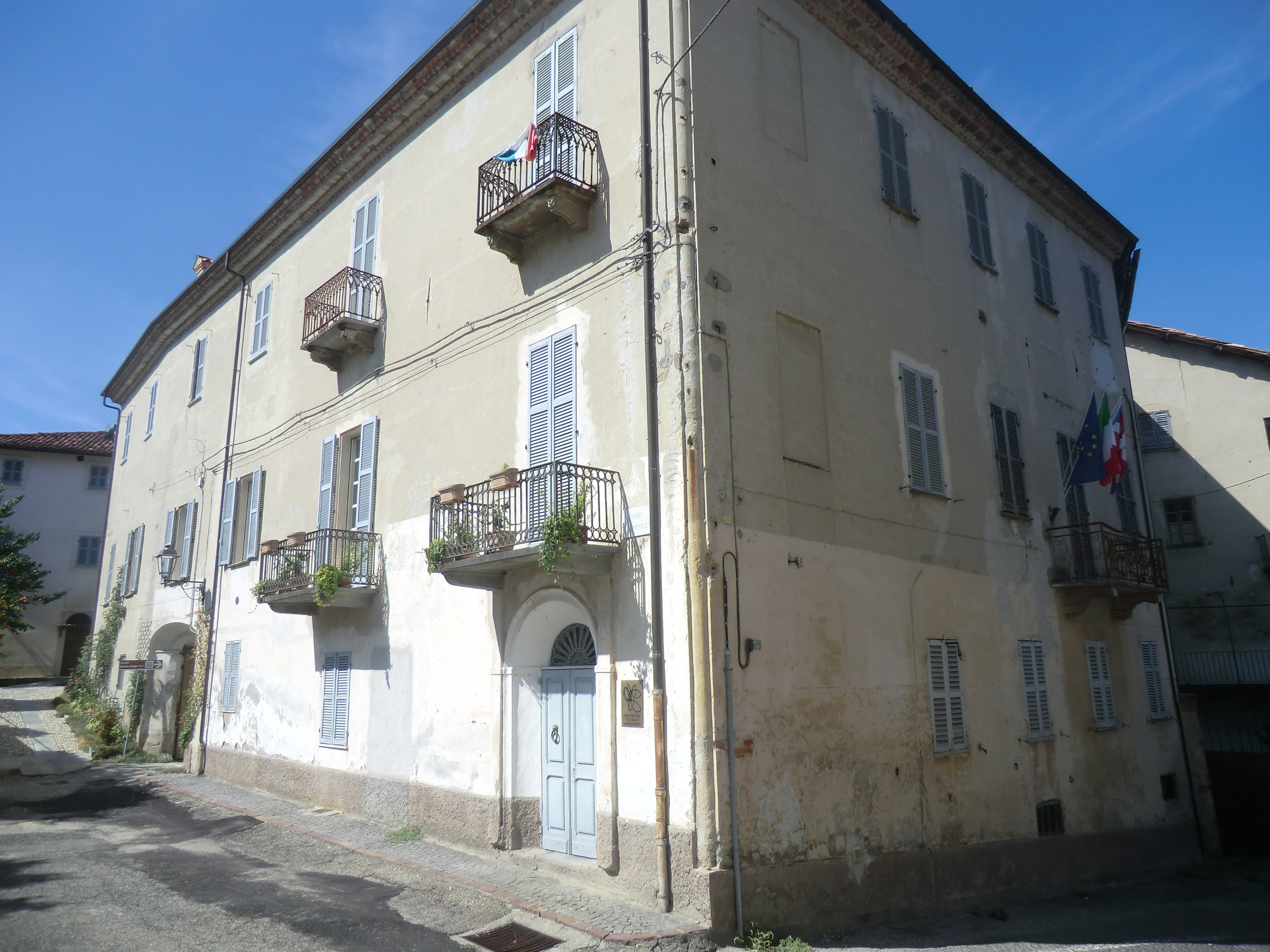
Municipio
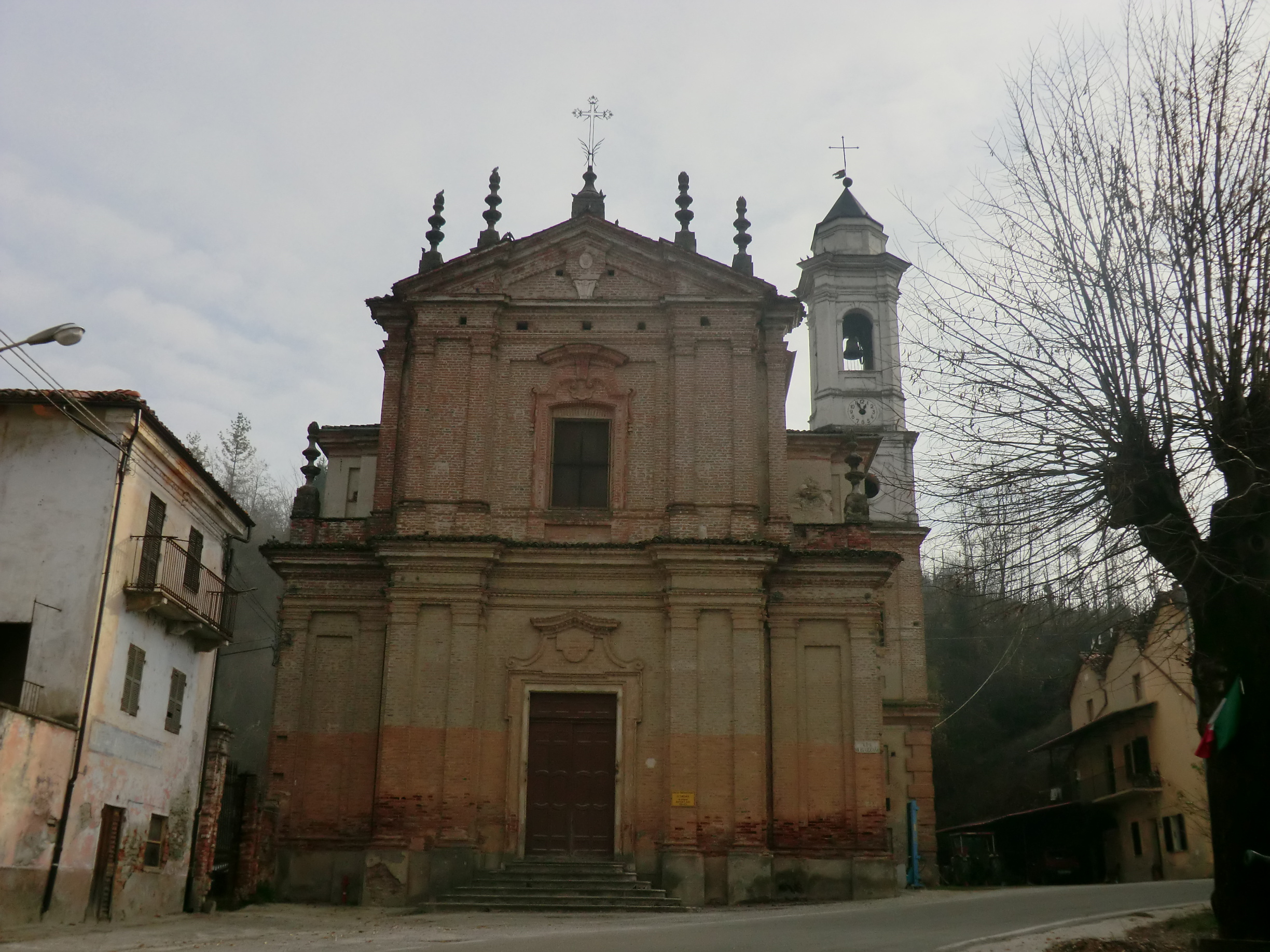
Chiesa di San Michele (XVIII sec.)
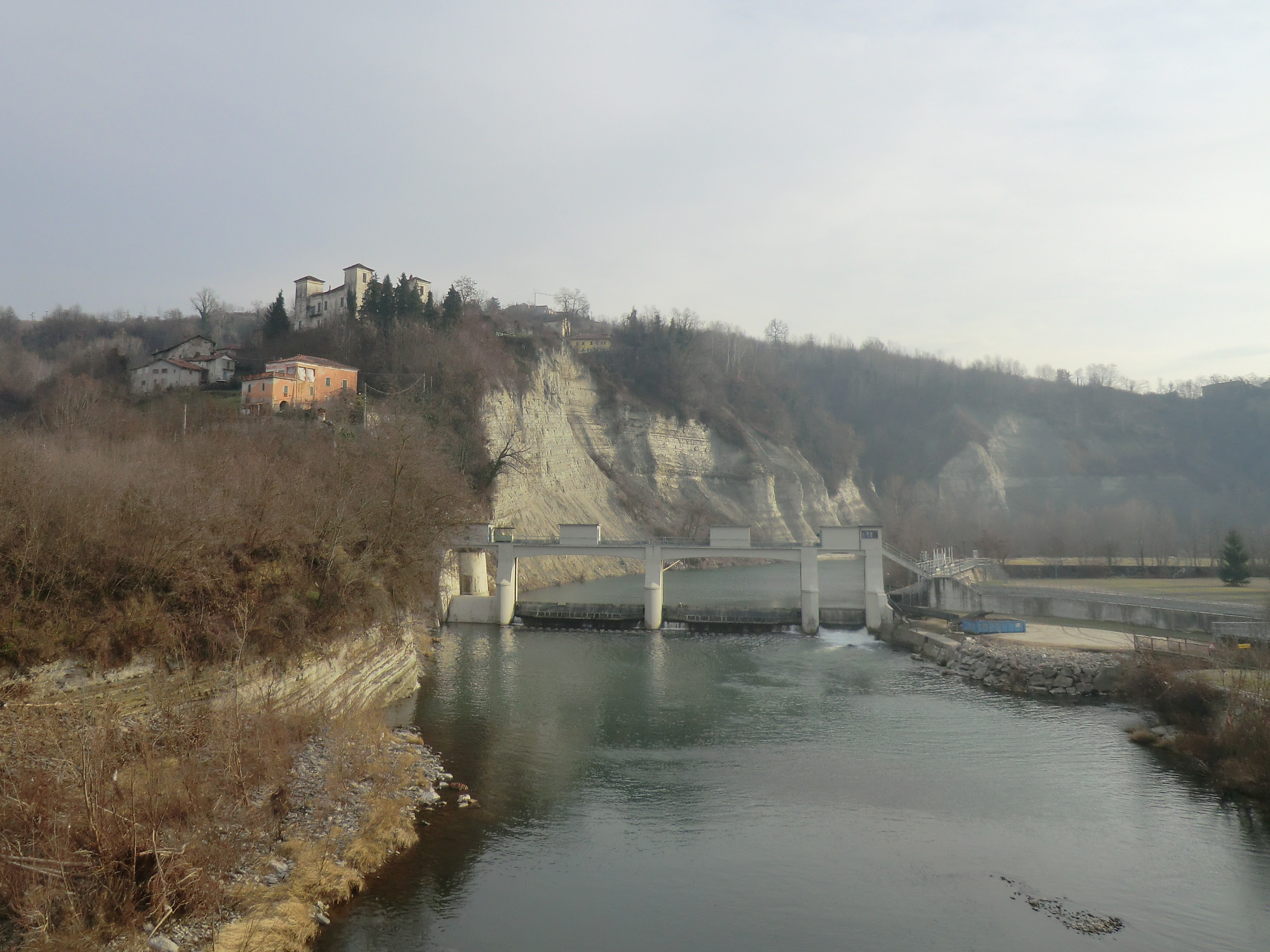
Il fiume Tanaro e il borgo storico
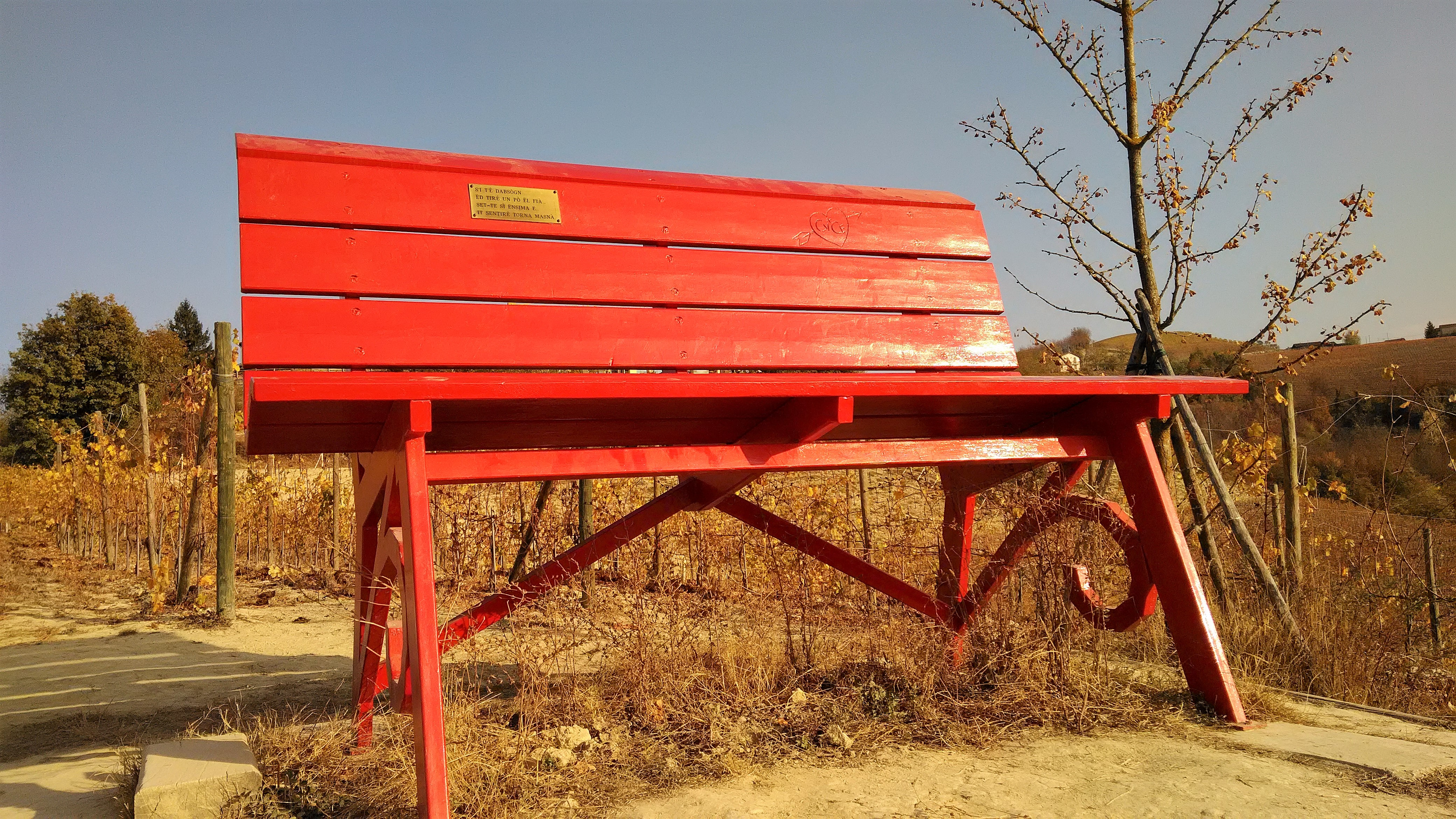
Panchina rossa gigante di Chris Bangle